# Moyenne section
Pour les articles homonymes, voir MS.
 (février 2019).

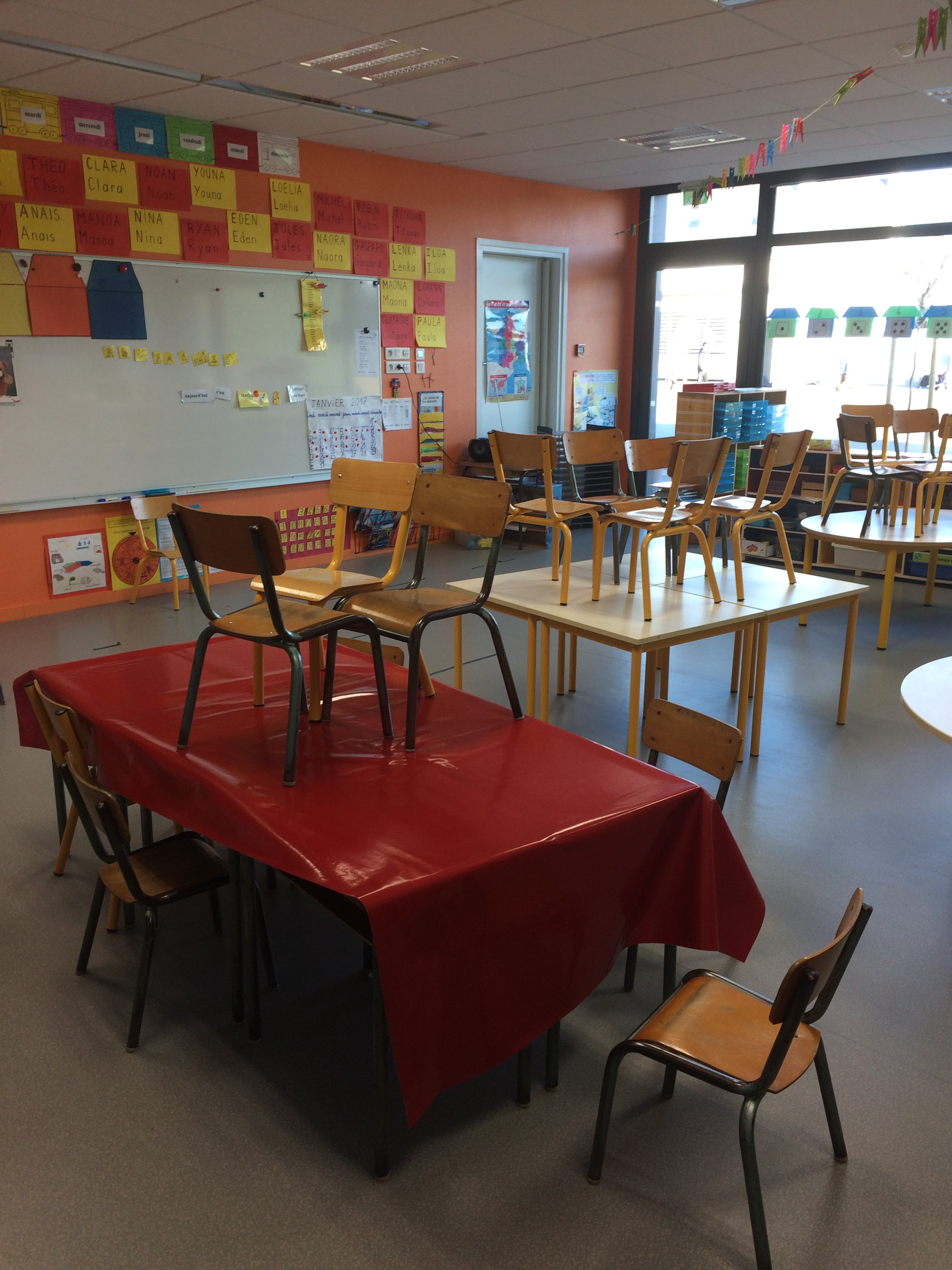
Classe de moyenne section.

En France, la moyenne section (abrégée MS) est la deuxième classe de l'école maternelle (troisième si l'enfant a été scolarisé à 2 ans).
Les enfants ont pour la plupart 3 ou 4 ans. Le programme de moyenne section comporte 5 compétences : 
- Mobiliser le langage dans toutes ses dimensions
- Agir, s'exprimer, comprendre à travers l'activité physique
- Agir, s'exprimer, comprendre à travers les activités artistiques
- Construire les premiers outils pour structurer sa pensée
- Explorer le monde

Les enfants ont école du lundi au vendredi de 8 h 30 à 16 h 30. Depuis la rentrée 2014, le lundi et le jeudi, les enfants participent à des activités dans le cadre du temps d'activité périscolaire (TAPS) : ils ont la possibilité de faire du sport, du bricolage ou des arts plastiques, le tout encadré par des animateurs.
En moyenne section, les enseignants peuvent utiliser différentes méthodes, dont deux principales : la méthode Montessori et une pédagogie au moyen d'activités et de jeux.

## Définition
Selon le Ministère de l'Éducation nationale, en France, en 2014, 11,8 % des enfants de 2 à 3 ans et la quasi-totalité les enfants de 3 à 5 ans étaient scolarisés en maternelle. La moyenne section est également abréviée MS. C’est la deuxième année du cycle des apprentissages premiers.
Selon le Ministère de l'Éducation nationale, le rôle de l'école maternelle permet de garantir la future réussite scolaire de l'enfant. Elle a pour but principal de développer le langage et la capacité de vivre ensemble. Durant l'année, l'enfant développe son langage oral et fait la découverte de l'écrit et des mathématiques.
L'école maternelle est obligatoire depuis septembre 2019. La classe de moyenne est composée de 25 à 30 élèves avec un enseignant aidé par une ATSEM (à temps plein ou sur certains créneaux en fonction des écoles) en école publique et par une ASEM (agents spécialisés des écoles maternelles) en école privée. Au sein des petites écoles, l'enfant peut être amené à être dans une classe ayant plusieurs niveaux.

## Programmes
Les élèves de moyenne section bénéficient d'un enseignement multidisciplinaire de 24 heures hebdomadaires. Il n'y a pas d'horaires obligatoires à l'école maternelle, mais quelques grands domaines incontournables sont définis par les programmes :

### Mobiliser le langage dans toutes ses dimensions
Le langage est une clé importante que l'enfant doit développer à son rythme afin d'avoir les bases pour le niveau suivant. Ainsi, en moyenne section, le langage est étudié en profondeur à l'oral et à l'écrit. En effet, à l'oral, l'enfant apprend à oser à entrer en communication, échanger et réfléchir avec les autres ou commencer à réfléchir sur la langue et acquérir une conscience phonologique. Pour que l'enfant puisse apprendre tout ce qui est demandé, l'enseignant met en place des exercices sous forme de jeux. Par exemple, pour communiquer avec les autres, l'enseignant peut demander à l'enfant de jouer avec un téléphone (conversation téléphonique) ou se nommer. Pour l'écrit, l'enfant apprend à découvrir la fonction de l'écrit, commencer à écrire des mots seul ou bien à découvrir le principe alphabétique.

### Agir, s'exprimer, comprendre à travers l'activité physique
L'activité physique en moyenne section permet à l'enfant de se rendre compte de son corps. Les enfants sont amenés à agir dans l'espace, la durée et sur les objets, à adapter leur équilibre et leurs déplacements à des environnements ou des contraintes variées, à collaborer, coopérer et s'opposer. Les enfants acquièrent ses compétences lors des moments où la classe se rend en salle de motricité. C'est donc par le biais du sport et les jeux que l'enfant assimile son corps.

### Agir, s'exprimer, comprendre à travers les activités artistiques
Ce domaine est principalement centré sur les arts plastiques. Ceci permet à l'enfant de développer son sens artistique. Ce domaine est divisé en trois parties. La première partie regroupe les productions plastiques et visuelles où l'enfant apprend le dessin, le graphisme et les compositions. La seconde partie est l'univers sonore : l'enfant joue avec sa voix ou des instruments de musique ; il explore ces instruments qui lui permettent d'affiner son écoute. Enfin, la dernière partie est le spectacle vivant : l'enfant pratique quelques activités du spectacle vivant comme le théâtre.

### Construire les premiers outils pour structurer sa pensée
L'enfant assimile différentes formes, grandeurs et suites organisées. L'enfant découvre également les nombres et leurs utilisations. Ainsi, à travers ce domaine, l'enfant découvre pas à pas les mathématiques.

### Explorer le monde
Ce domaine est centré sur l'histoire et la géographie. L'enfant apprend à se repérer dans l'espace et le temps, et à explorer le monde du vivant, des objets et de la matière.

### Mise en œuvre
Tout au long de l'année, l'enseignant met en place des activités pour qu'ils assimilent les compétences demandées et effectue des petites évaluations pour savoir où chaque enfant se situe. Ces évaluations sont très importantes car elles permettent de savoir ce que l'enseignant doit approfondir avec les enfants.

## Journées types
À la rentrée 2014, une réforme a été proposée aux écoles, ayant pour objectif d'améliorer les apprentissages fondamentaux pour les enfants et alléger la journée de classe en privilégiant les moments d'apprentissages le matin. Ceci a été mis en place car l'attention des enfants est plus élevée le matin. De cette manière, l'enfant va à l'école 5 matinées, et 2 après-midi par semaine, il va en TAPS (Temps d'Activité Périscolaire). Les TAPS sont des sessions gratuites de bricolage ou de sport proposées par la commune.
Voici comment est planifiée une journée type dans une classe de moyenne section :
| Horaires      | |
| 8h30 – 9h00   | Accueil dans la classe, échanges avec les parents, les tickets de cantine et de garderie                          |
| 9h00 – 9h10   | Regroupement, exposition des activités de la journée et rituels (date, présence, cantine…)                        |
| 9h10 – 9h40   | Salle de motricité                                                                                                |
| 9h45 – 10h30  | Activités |
| 10h30 – 11h   | Récréation |
| 11h – 11h30   | Musique ou lecture                                                                                                |
| 11h30 – 11h45 | Préparation pour la cantine                                                                                       |
| 11h45 – 13h30 | Déjeuner |
| 13h30 – 13h50 | Préparation pour la sieste (toilettes, doudou, retrait des chaussures…)                                           |
| 13h50 – 15h   | Temps de sieste                                                                                                   |
| 15h – 15h30   | Activités |
| 15h30 – 16h   | Temps de récréation                                                                                               |
| 16h – 16h30   | Lecture d'une histoire (remise des pochettes, préparation du retour à la maison ou prise en charge à la garderie) |

Voici comment est planifiée une journée type avec TAPS :
| Horaires      |                                                                                            |
| 8h30 – 9h00   | Accueil dans la classe, échanges avec les parents, les tickets de cantine et de garderie   |
| 9h00 – 9h10   | Regroupement, exposition des activités de la journée et rituels (date, présence, cantine…) |
| 9h10 – 9h40   | Salle de motricité                                                                         |
| 9h45 – 10h30  | Activités                                                                                  |
| 10h30 – 11h   | Récréation                                                                                 |
| 11h – 11h30   | Musique ou lecture                                                                         |
| 11h30 – 11h45 | Préparation pour la cantine                                                                |
| 11h45 – 13h30 | Déjeuner                                                                                   |
| 13h30 – 13h50 | Préparation pour la sieste (toilettes, doudou, retrait des chaussures…)                    |
| 13h50 – 15h   | Temps de sieste                                                                            |
| 15h – 15h30   | Activités                                                                                  |
| 15h30 – 16h30 | TAPS                                                                                       |

## Pédagogies
Il existe plusieurs pédagogies pour les enseignants de moyenne section.
Il est possible qu'ils utilisent la méthode Montessori qui se focalise sur l'éducation des sens et de la motricité de l'enfant pour que ce dernier développe son autonomie dès son plus jeune âge. Le principe d'une classe Montessori a pour but de proposer aux élèves un environnement pourvu de matériel adapté pour que l'enfant décide lui-même du moment où il va manipuler un matériel à sa disposition, et devient le déclencheur de son apprentissage. Cette méthode a été mise en pratique par Céline Alvarez qui passe le concours de professeur des écoles en 2009. En 2011, elle obtient une carte blanche pédagogique auprès du Cabinet du ministre. Pendant trois ans, elle mène une expérimentation à l'école maternelle de Gennevilliers, s'appuyant sur les travaux de Maria Montessori. L'école maternelle est en Zone d'Éducation Prioritaire (ZEP). Les résultats des enfants sont remarquables[non neutre]. La pédagogie s'appuie plus sur la coopération que la compétition.
Les enseignants ont aussi la possibilité de ne pas forcément s'appuyer sur une pédagogie particulière. En moyenne section, il est plus facile pour les enseignants de s'appuyer sur un livre ou un album, et ensuite de proposer des activités en rapport avec l'intrigue et les personnages. Les activités sont très diverses, car pour un enfant de moyenne section, il est très difficile de rester concentré plus de quinze minutes[non neutre]. Cela[évasif] peut aller de la simple reproduction de graphisme à la reconstruction de l'histoire après plusieurs lectures. Mais cela[évasif] peut être sous forme de jeux pour rendre cela[évasif] ludique. Par exemple, elle peut utiliser un collier de perles pour que l'enfant apprenne une alternance de deux couleurs, ou encore elle peut mettre plusieurs personnages de différentes histoires afin que l'enfant trouve ceux de son histoire.

## Difficultés
Les difficultés présentes en moyenne section sont les reproductions de graphismes tels que les lignes obliques. Cela[évasif] implique d'autres difficultés tels que le tracé des nombres, car les graphismes sont la base de tout[non neutre]. Les élèves peuvent également avoir des difficultés de concentration, d'autant plus qu'en maternelle, on souhaite favoriser le travail en groupe. C'est pour cela que les classes de moyenne section sont séparées en deux parties distinctes, un coin jeu et un coin travail. Par ailleurs, à cet âge, la difficulté réside dans l'apprentissage de l'autonomie : il faut être constamment derrière eux[non neutre]. Pour résoudre ces difficultés, il est possible de mettre en place une aide personnalisée qui permettrait de voir les lacunes, pour prévenir et pour y remédier. Plus tard, au cycle 2, il est possible de mettre en place un PPRE (Programme Personnalisé de Réussite Éducative) qui a comme objectifs la réussite et l'estime de soi.